# What's New (album de Bill Evans)
Pour les articles homonymes, voir What's New (homonymie).
What's New est un album du pianiste Bill Evans et du flûtiste Jeremy Steig enregistré et publié en 1969.

## Historique
Cet album, produit par Helen Keane, a été initialement publié en 1969 par le label Verve Records (V6 8777).
Ce disque a été enregistré à New York au premier trimestre de l'année 1969 (30 janvier, 3 et 5 février, 11 mars).

## Titres de l’album
| No | Titre                | Auteur                                       | Durée |
| -- | -------------------- | -------------------------------------------- | ----- |
| 1. | Straight, No Chaser  | Thelonious Monk                              | 5:40  |
| 2. | Lover Man            | Roger Ramirez, Jimmy Davis, James Sherman    | 6:19  |
| 3. | What's New ?         | Bob Haggart, Johnny Burke                    | 4:50  |
| 4. | Autumn Leaves        | Joseph Kosma, Jacques Prévert, Johnny Mercer | 6:12  |
| 5. | Time Out for Chris   | Bill Evans                                   | 7:17  |
| 6. | Spartacus Love Theme | Alex North                                   | 4:58  |
| 7. | So What              | Miles Davis                                  | 9:06  |

## Personnel
- Bill Evans : piano
- Jeremy Steig : flûte traversière
- Eddie Gómez : contrebasse
- Marty Morell : batterie

## À propos de l'album
- Sur cet album, Bill Evans a invité le flûtiste Jeremy Steig. Evans connaissait Steig depuis 1964, époque où le flûtiste jouait dans le groupe de Paul Winter. L'année précédente, Gomez avait participé, sous la direction du flûtiste, à l'enregistrement d'un disque de jazz fusion (Jeremy & The Satyrs pour le label Reprise). En 1969, Steig s'était déjà produit avec le trio de Bill Evans apparaissant pour quelques « sets » lors de prestations au Village Vanguard.[réf. nécessaire]
- Pour l'anecdote, Evans avait dans sa jeunesse pratiqué la flûte traversière et, durant son service militaire, avait été flûtiste dans l'orchestre de son régiment.[réf. nécessaire]
- Bill Evans ne jouait pratiquement jamais de blues. Sur cet album, chose rarissime, il en interprète deux : Straight, no chaser de Monk et Time out for Chris. Evans est crédité comme compositeur sur les notes de pochette de ce deuxième morceau ; en fait, rien n'a été écrit : c'est une improvisation sur une grille de blues.[réf. nécessaire]